# Faro de Touquet
El Faro de Touquet, o también Faro de la Canche, (en francés: Phare du Touquet o Phare de la Canche) es un faro situado en la comuna francesa de Le Touquet-Paris-Plage, en el departamento de Paso de Calais, Francia, y marca la desembocadura del río Canche. Desde 1805 se conoce la existencia de dos torres que marcaban ambas márgenes del Canche, situación que se mantuvo hasta 1944 cuando las dos últimas torres, construidas en 1851, fueron derribadas durante la Segunda Guerra Mundial. La única torre actual entró en servicio en 1951.

## Historia

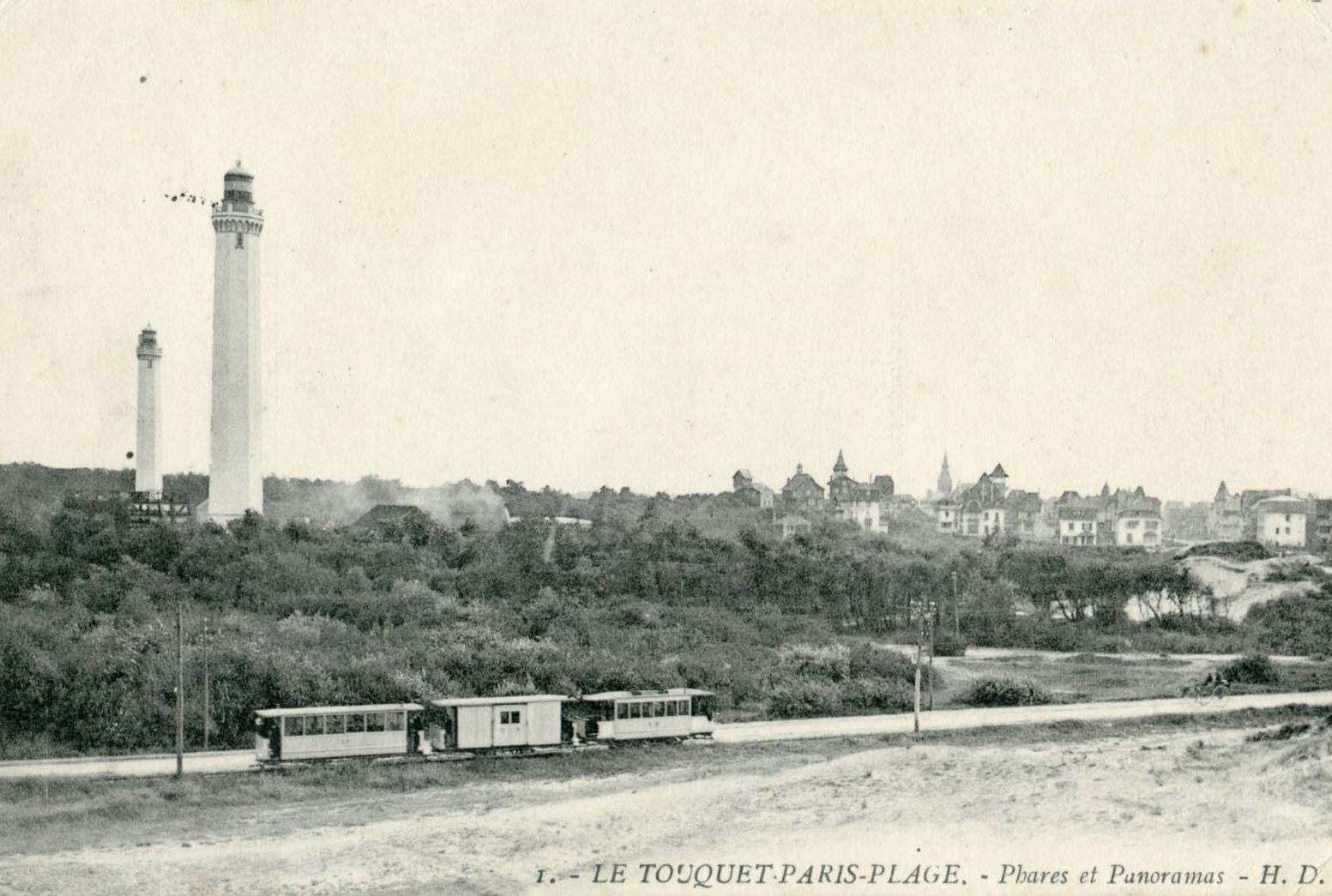
Antiguos faros a cada lado del estuario del Canche, destruidos en 1944 durante la Segunda Guerra Mundial.

Existían ya en 1805 dos torres equipadas con reflectores esféricos, de aproximadamente 12 metros de altura, separadas 23 metros una de otra marcando ambos extremos de la desembocadura del río Canche, probablemente instaladas hacia 1801.
Con el aumento del tráfico marítimo por el Canal de la Mancha, se vio la necesidad de mejorar la sealización del Canche, además de diferenciarla de los cercanos faros de Gris-Nez y de Ailly. Por ello se construyeron, desde 1845, dos nuevas torres, alineadas en un eje norte-sur a 250 metros la una de la otra. Ambas eran octogonales, construidas de mampostería de ladrillo y piedra y alcanzaban 54 metros de altura cada una. Su característica era de luz blanca fija con un aparato óptico de 920 mm de distancia focal y alimentada con aceite vegetal, que pasó a ser mineral en 1875.
Estos faros fueron electrificados en 1886 instalándose lámparas de arco y una nueva óptica de 300 mm de distancia focal. En 1900 se apagó la torre norte y fue pintada de negro para evitar confusiones. La torre sur cambió su característica a una de dos destellos en diez segundos y se instaló una maquinaria giratoria sobre cubeta de mercurio Sautter-Harlé. Ambos faros fueron destruidos en 1944 durante la retirada alemana de Francia en la Segunda Guerra Mundial.
La construcción del nuevo faro comenzó en 1947 y fue puesto en servicio en 1951. La torre es también octogonal, de mampostería de ladrillo y de una altura de 57,6 metros. Está equipado con un aparato óptico de 300 mm de distancia focal de 4 paneles de vidrio tallado sobre cubeta de mercurio de BBT y accionado por dos motores. Fue automatizado en 2001, instalándose además dos lámparas halógenas de 250 w.
Desde su construcción ha tenido graves problemas de inundación, efectuándose trabajos de impermeabilización en 1955 y 1973.

## Características
El faro consiste en una torre de ladrillo de planta octogonal de caras cóncavas, con doble galería y linterna de color blanco.
Emite un grupo de dos destellos blancos en un ciclo total de 10 segundos con un alcance nominal nocturno de 29 millas náuticas.